# Andy Schleck
Andy Schleck (ur. 10 czerwca 1985 w Luksemburgu) – luksemburski kolarz szosowy, olimpijczyk. Młodszy brat Fränka Schlecka, także kolarza. Jego ojciec Johny Schleck również był kolarzem, ścigał się w latach 1965–1974 i występował w takich wyścigach jak Tour de France czy Vuelta a España.
Andy wyróżnia się świetną jazdą w górach. Na podjazdach jest kolarzem dynamicznym i bardzo wytrzymałym. Jego słabą stroną są zjazdy oraz jazda indywidualna na czas.

## Kariera zawodowa
Andy Schleck przygodę ze ściganiem rozpoczynał w klubie VC Roubaix, do którego dołączył w 2004 r. Tam zwrócił na siebie uwagę Cirilla Guimarda, słynnego dyrektora sportowego, który pracował z takimi sławami jak Bernard Hinault, Laurent Fignon, Lucien van Impe czy Greg LeMond. Guimard miał nawet porównać Schlecka do Fignona.
W wieku 18 lat, będąc jeszcze amatorem, Andy wygrał wyścig etapowy Flèche du Sud. Ten sukces sprawił, że zawodnikiem zainteresowała się duńska ekipa Team CSC, w której jeździł już starszy brat Andy’ego – Fränk. Dyrektor sportowy drużyny Bjarne Riis uznał, że Luksemburczyk ma potencjał i w 2005 roku, po okresie testów, podpisał z nim profesjonalny kontrakt.
Kariera Andy’ego nabrał tempa. Pierwszy wielki sukces odniósł w 2007 roku zajmując 2. miejsce w Giro d’Italia oraz zdobywając koszulkę najlepszego zawodnika w kategorii do 25 lat. W tym samym roku ukończył na 4. miejscu prestiżowy wyścig Giro di Lombardia.
W 2008 wystartował w Tour de France, gdzie zdobył maillot blanc, pomógł liderowi CSC Carlosowi Sastre w odniesieniu zwycięstwa końcowego, a sam uplasował się ostatecznie na 12. miejscu.
2009
Sezon ten Andy Schleck rozpoczął od kwietniowego zwycięstwa w wyścigu zaliczanym do tzw. ardeńskiego tryptyku – Liège-Bastogne-Liège. Było to pierwsze zwycięstwo Luksemburczyka w tym wyścigu od 1954 r., kiedy to triumfował Marcel Ernzer.
Dobrą passę kontynuował w lipcu, zajmując 2. pozycję w Tour de France, ustępując jedynie Alberto Contadorowi, a wyprzedzając trzeciego Lance’a Armstronga. Zdobył tym samym drugi raz z rzędu maillot blanc.
2010
Po tak dobrym sezonie, jasne stało się, że w Tour de France 2010 Andy powalczy o zwycięstwo z Alberto Contadorem. Tak też było. Etap 8 padł jego łupem, a po następnym założył on żółtą koszulkę lidera, mając przewagę 41 sekund nad drugim Contadorem. Przewaga ta zmniejszyła się po 12. etapie do 31 sekund. Na 15. etapie Andy ruszył do ataku, ale spadł mu łańcuch. Czołówka z Contadorem odjechała, a Schleck po uporaniu się z defektem zaczął gonić uciekających. Straty na tym etapie spowodowały, że Luksemburczyk w klasyfikacji generalnej spadł na 2. miejsce, zaledwie 8 sekund za Contadorem. Część komentatorów uznała incydent z łańcuchem za zachowanie niesportowe ze strony Hiszpana. Na etapie 17. Andy podjął atak na podjeździe Col du Tourmalet, jednak nie zdołał odjechać Contadorowi. Wygrał za to etap. „Księgowy” powiększył jeszcze swoją przewagę do 39 sekund i Schleck po raz kolejny musiał się zadowolić 2. pozycją i maillot blanc. Zdobywając ją po raz trzeci z rzędu wyrównał rekord Jana Ullricha.
6 lutego 2012, po skazaniu Alberto Contadora na dwa lata dyskwalifikacji, Schleck został uznany za zwycięzcę Tour de France. Jednak jak sam przyznał, nie daje mu to satysfakcji, a ewentualny triumf w 2011 roku potraktuje jako swoje pierwsze zwycięstwo
2011
Rok 2011 Andy Schleck rozpoczął z nastawieniem na zwycięstwo w Tour de France. Już w poprzednim roku, w lipcu, razem z bratem, ogłosił, że zakończy współpracę z drużyną Team Saxo Bank (do 2009 roku Team CSC Saxo Bank). Wraz z Kimem Andersenem (byłym dyrektorem sportowym Team Saxo Bank) i bratem sformował grupę kolarską Leopard-Trek, do której przeszło kilku zawodników jeżdżących wcześniej z braćmi Schleck.
W jej barwach, w kwietniu próbował powtórzyć swój sukces z Liège-Bastogne-Liège. Nie udało mu się to, ale zajął trzecie miejsce.

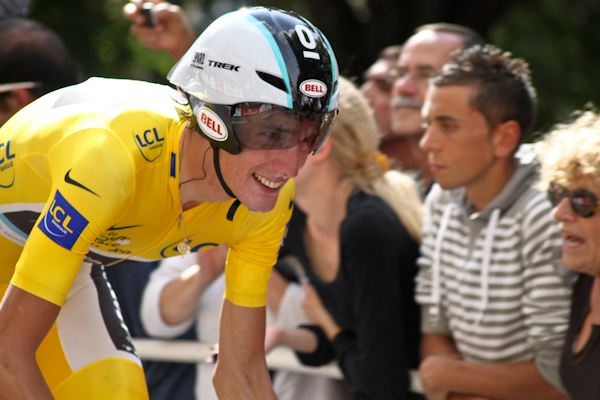
Andy podczas finałowej czasówki na Tour de France 2011

Do Wielkiej Pętli przystępował w roli jednego z głównych faworytów. Jego szanse zwiększał fakt, że główny faworyt – Alberto Contador w maju 2011 roku wygrał wyjątkowo trudny i męczący Wyścig Dookoła Włoch.
W czasie wyścigu doszło do nieprzewidzianych zdarzeń, które wykluczyły z rywalizacji znaczną część faworytów. Wskutek upadków i kontuzji wycofali się m.in. Bradley Wiggins, Jurgen Van den Broeck, Chris Horner, Andreas Klöden, Janez Brajkovič. Duża liczba kraks pozbawiła szans na dalszą walkę innych zawodników, jak np. Roberta Gesinka czy Samuela Sáncheza, którzy w ich wyniku stracili sporo czasu do prowadzących. Kraksa nie ominęła też Alberto Contadora, jednak największym problemem Hiszpana było zmęczenie po Giro d’Italia 2011 i problemy z kolanem.
W tej sytuacji głównymi kandydatami do triumfu w Paryżu stali się Andy i Fränk Schleckowie oraz Cadel Evans. Kluczowe różnice czasowe między tymi zawodnikami powstały na 16. etapie, podczas którego Australijczyk na zjeździe do Gap, na mokrej nawierzchni uzyskał 21 sekund przewagi nad Fränkiem i 1:09 nad Andym. Młodszy z braci kontratakował na 18. etapie, prowadzącym na Col du Galibier. Udało mu się wygrać etap po 60-kilometrowej ucieczce, podczas której jego przewaga nad kapitanem zespołu BMC sięgała nawet 4 minut. Ostatecznie Andy Schleck zyskał nieco ponad 2 minuty nad Australijczykiem. Następnego dnia, na etapie zakończonym legendarnym wzniesieniem L’Alpe d’Huez zdobył maillot jaune. Do następnego etapu (jazda indywidualna na czas) przystąpił z przewagą 57 sekund nad Cadelem Evansem. Na 42.5 km nie był jednak w stanie utrzymać prowadzenia, przegrał o 2:31 z Australijczykiem i w klasyfikacji generalnej musiał się ponownie zadowolić 2. miejscem.
2014
W październiku 2014 Andy Schleck ogłosił zakończenie kariery. Stało się to na skutek nawarstwiających się kontuzji, w tym kontuzji kolana, która uniemożliwiała kolarzowi kontynuowanie profesjonalnej kariery.

## Najważniejsze zwycięstwa i sukcesy
- 2002
  - 4. miejsce w Classique des Alpes
- 2003
  - 2. miejsce w Tour de Lorraine
  - 3. miejsce w Classique des Alpes
- 2004
  - 1. miejsce Fleche du Sud
  - 3. miejsce w GP Tell
- 2005
  -  1. miejsce w Mistrzostwach Luksemburga w kolarstwie szosowym – jazda indywidualna na czas
  - 7. miejsce w GP de Wallonie
  - 9. miejsce w wyścigu Quatre Jours de Dunkerque
- 2006
  - 1. miejsce na 3. i 5. etapie Sachsen Tour International
  - 8. miejsce w Tour of Britain
    - 1. miejsce w klasyfikacji górskiej
- 2007
  - 16. miejsce w Paryż-Nicea
  - 8. miejsce w Tour de Romandie
  - 2. miejsce w Giro d’Italia
    -  1. miejsce w klasyfikacji młodzieżowej
    - 3. miejsce na 10., 12. i 17. etapie wyścigu
- 2008
  - 4. miejsce w Liège-Bastogne-Liège
  - 6. miejsce w Tour de Suisse
  - 12. miejsce w Tour de France
    -  1. miejsce w klasyfikacja młodzieżowej
    - 3. miejsce na 17. etapie
- 2009
  - 2. miejsce w La Flèche Wallonne
  - 1. miejsce w Liège-Bastogne-Liège
  - 1. miejsce na 2. etapie wyścigu Tour de Luxembourg
  - 2. miejsce w Tour de France
    -  1. miejsce w klasyfikacji młodzieżowej

  -  1. miejsce w Mistrzostwach Luksemburga w kolarstwie szosowym – wyścig ze startu wspólnego
- 2010
  -  1. miejsce w Tour de France[2]
    - 1. miejsce na 8. i 17. etapie

  -  1. miejsce w Mistrzostwach Luksemburga w kolarstwie szosowym – jazda indywidualna na czas
- 2011
  - 3. miejsce w Liège-Bastogne-Liège
  - 1. miejsce w klasyfikacji górskiej wyścigu Tour de Suisse
  - 2. miejsce w Tour de France
    - 1. miejsce na 18. etapie
    -  2. miejsce w klasyfikacji górskiej